# Copaifera paupera
Copaiba (Copaifera paupera) es una especie de árbol perteneciente a la familia de las fabáceas. Es utilizada dentro de la medicina tradicional peruana para el tratamiento de heridas y el control de vectores de la malaria. Se distribuye en Bolivia, Brasil y Perú.

## Taxonomía
Copaifera paupera fue descrita como tal por primera vez por el botánico estadounidense John Duncan Dwyer y publicada en Brittonia 7 (3): 169 en 1951.

## Nombres comunes
- Copaiba, palo de aceite[5]